# 赫思 (阿肯色州)
赫思（英語：Heth）是位於美國阿肯色州聖弗朗西斯縣的一個非建制地區。該地的面積和人口皆未知。

## 地理
赫思的座標為35°04′39″N 90°29′42″W / 35.07750°N 90.49500°W，而該地的平均海拔高度為62米（即203英尺）。